# Золота Брама (парк)
Парк «Золота Брама» (англ. Golden Gate Park) — великий міський парк, розташований у каліфорнійському місті Сан-Франциско. Парк займає площу в 4,12 км² та має форму прямокутника, таку ж як і Центральний парк в Нью-Йорку, але на 20 % більше. У районі парку розташована Каліфорнійська академія наук. Західну частину парку займає пляж Оушен-Біч.
Парк «Золоті ворота» приймає 13 млн відвідувачів на рік і займає третє місце серед найвідвідуваніших парків у США відразу після Центрального парку (Нью-Йорк) і Лінкольн-парку (Чикаго). У 1967 році в парку пройшов знаменитий «збір племен» хіпі, що став прелюдією до «літа кохання».